# Lőcs
Lőcs (horvátul: Luč) falu Horvátországban, Eszék-Baranya megyében. Közigazgatásilag Baranyaszentistvánhoz tartozik.

## Fekvése
Eszéktől légvonalban 27, közúton 37 km-re északnyugatra, községközpontjától 4 km-re északra, Baranyában, a Drávaszög nyugati részén, a magyar határ mellett fekszik. Délről a Karasica-patak, északról és keletről az Albrecht-csatorna határolja.

## Története
A települést „Leus” alakban 1324-ben említik először, amikor a magvaszakadt Lős (Leus) birtokát királyi adományként Becsei Imre kapja. A Lős név az ősi Leusták (Leustachius) személynév becéző alakja. 1341-ben „Leus”, 1390-ben, 1391-ben és 1481-ben „Lews”, 1468-ban „Lws” írásmódban szerepel a korabeli oklevelekben. Temploma az egyik legrégibb Baranyában, plébániáját már az 1332 és 1337 között kelt pápai tizedjegyzék is említi. Területén a régi időkben átfolyt a Karasica-patak, mely Bolmány és Kácsfalu között ömlött a Drávába. A patak folyása idővel megváltozott, így ma kelet felé a Duna felé igyekszik. A török már 1526-ban megszállta a térséget, ahol a legtöbb falu elpusztult. Az 1591-es török adókönyvben Lőcs 18 adófizető portával, tiszta magyar lakossággal szerepel. Ennek az időszaknak a nyomai a török fürdő maradványaival hosszú ideig látszottak a faluban.
A térség 1687-ben a nagyharsányi csata után szabadult fel a török uralom alól. A felszabadító harcok során semmisült meg az az ősi templom, mely a Gradac nevű részen állt. A török kiűzése után a lőcsiek nem a falu régi helyére települtek vissza, hanem a templomtól délre, a régi falutól fél óra járásnyira. A régi faluhelyen, a szántóföldön ma is gyakran találnak tégladarabokat, köztük nagy, hatszögletű téglákat, ágyúgolyókat. A falu ősi központja a Hőnye nevű dűlőben volt, míg a temető Baranyaszentistván közelében feküdt, amint az nemrég egy házalap ásásánál megmutatkozott. Valamikor a 18. században az itt lakók között néhány kereskedő is élt, akik a környező gyümölcsösök terméseit árulták a Magdolna-napi vásáron. Az iskolai oktatás már 1738 előtt megindult, 1782-ben pedig felépült az első iskolaépület a tanítói lakással. A falut gyakran sújtották nagy áradások is, amelyek óriási károkat okoztak az embereknek. A 19. század elején a Karasicát szabályozták. Ekkor a településnek már 1200 lakosa volt, akik főként mezőgazdasággal foglalkoztak. Az újonnan épített Karasica-csatornán egy nagy malom, a falu mellett pedig uradalmi mészégető működött.
1857-ben 1226, 1910-ben 1138 lakosa volt. Baranya vármegye Baranyavári járásához tartozott. A település az első világháború után az új szerb-horvát-szlovén állam, majd később (1929-ben) Jugoszlávia része lett. 1941 és 1944 között ismét Magyarországhoz tartozott, majd a háború után ismét Jugoszlávia része lett. 1991-ben lakosságának 84%-a horvát, 7%-a jugoszláv, 4%-a szerb, 1-1%-a magyar, szlovén és albán nemzetiségű volt. 2011-ben 435 lakosa volt.

## Népessége
| Lakosság változása | Lakosság változása | Lakosság változása | Lakosság változása | Lakosság változása | Lakosság változása | Lakosság változása | Lakosság változása | Lakosság változása | Lakosság változása | Lakosság változása | Lakosság változása | Lakosság változása | Lakosság változása | Lakosság változása | Lakosság változása |
| ------------------ | ------------------ | ------------------ | ------------------ | ------------------ | ------------------ | ------------------ | ------------------ | ------------------ | ------------------ | ------------------ | ------------------ | ------------------ | ------------------ | ------------------ | ------------------ |
| 1857               | 1869               | 1880               | 1890               | 1900               | 1910               | 1921               | 1931               | 1948               | 1953               | 1961               | 1971               | 1981               | 1991               | 2001               | 2011               |
| 1.226              | 1.172              | 1.119              | 1.133              | 1.111              | 1.138              | 1.050              | 1.076              | 1.014              | 947                | 987                | 896                | 726                | 735                | 487                | 435                |

## Gazdaság
A településen hagyományosan a mezőgazdaság és az állattartás képezi a megélhetés alapját.

## Nevezetességei
Szent Mária Magdolna tiszteletére szentelt római katolikus plébániatemploma a középkorban épült, plébánosát a 14. században már említi a pápai tizedjegyzék. A templom nyugat-keleti tájolású, a homlokzat keletre, a szentély nyugatra néz. Egyhajós épület, félköríves szentéllyel és a hozzá épített sekrestyével. A templomba a homlokzatba épített harangtornyon át lehet bemenni. A torony északi oldalát késő román ablaknyílások tagolják. A templomot története során többször megújították és átépítették, mellyel eredeti formája teljesen megváltozott. A 19. században nagy átépítésen esett át, ekkor kapta a harangtorony a klasszicista formáját. A templom berendezése 19. századi. A főoltár siklósi márványból készült (egyszerű fa festett képkerettel, az oltárkép olaj, vászon), a két mellékoltár (egyszerű, fából faragott klasszicista munka), a szószék (egyszerű, fa, aranyozott díszítéssel) és a keresztelőkút (fából készült, márvány lábazaton), valamennyi klasszicista stílusú. A plébániát 1722-ben alapították, a plébániaház 1770-ben épült. A plébániának három filiája van: Baranyaszentistván, Benge és Braidaföld.

## Kultúra
KUD Luč kulturális és művészeti egyesület.

## Oktatás
A településen ma a pélmonostor-cukorgyári általános iskola négyosztályos területi iskolája működik.

## Sport
Az NK Luč labdarúgócsapatata a megyei 3. ligában szerepel.

## Egyesületek
- UŽ „Lučanke” Luč nőegyesület.
- LD „Vidra” Luč vadásztársaság.
- A DVD Luč önkéntes tűzoltó-egyesületet 2001-ben alapították.